# مسعود بلمو
مسعود بلمو (عربی: مسعود بلمو؛ زادهٔ ۱۹۴۷) موسیقی‌دان و نوازنده ترومپت و ساکسیفون اهل الجزایر است.